# Amtsgericht Schrimm
Das Amtsgericht Schrimm war ein preußisches Amtsgericht mit Sitz in Schrimm (Provinz Posen).

## Geschichte
Das königlich preußische Amtsgericht Schrimm wurde mit Wirkung zum 1. Oktober 1879 als eines von neun Amtsgerichten im Bezirk des Landgerichtes Posen im Bezirk des Oberlandesgerichtes Posen gebildet. Der Sitz des Gerichtes war Schrimm. Sein Gerichtsbezirk umfasste den Kreis Schrimm ohne die Teile, die dem Amtsgericht Posen zugeordnet waren. Am Gericht bestanden 1880 sechs Richterstellen. Das Amtsgericht war damit ein größeres Amtsgericht im Landgerichtsbezirk. Am Amtsgericht wurde eine Strafkammer gebildet. Gerichtstage wurden in Jaratschewo und Kurnik gehalten. Der Amtsgerichtsbezirk kam aufgrund des Versailler Vertrages 1919 zu Polen, und das Amtsgericht stellte seine Arbeit ein. An seine Stelle trat das polnische Sąd Powiatowy w Sremie. Im Jahre 1939 wurde Polen deutsch besetzt. Im Rahmen der Neuorganisation der Gerichte in Ostdeutschland und im ehemaligen Polen wurden das Amtsgericht Schrimm neu gebildet und erneut dem Landgericht Posen zugeordnet.
Im Jahre 1945 wurde der Amtsgerichtsbezirk unter polnische Verwaltung gestellt, und die deutschen Einwohner wurden vertrieben. Damit endete auch die Geschichte des Amtsgerichtes Schrimm. Unter polnischer Verwaltung entstand das Sąd Rejonowy w Śremie (1950–1975: Sąd Powiatowy w Śremie).